# Пшеницкий, Андрей (Анджей) Павлович
Анджей Павлович Пшеницкий (пол. Andrzej Pszenicki; 29 ноября (10 декабря) 1869 — 5 августа 1941) — русский инженер-строитель польского происхождения, автор многочисленных проектов мостов и других металлических конструкций, автор Дворцового моста в Санкт-Петербурге.

## Биография
Родился 29 ноября (10 декабря) 1869 года в Пабьянице. Его отец Павел Пшеницкий был владельцем небольшой фермы. Учился сначала в Пабянице, затем в г. Пётркув-Трыбунальски. Закончив гимназию с золотой медалью, Пшеницкий продолжил своё обучение в Санкт-Петербурге. В 1898 году он окончил Институт Путей Сообщения.
Сразу же после окончания университета начал работать в Департаменте управления городскими мостами в Санкт-Петербурге, где он работал — с некоторыми перерывами — до 1919 г. Начав свою карьеру с должности инженера-конструктора, Пшеницкий стал главным инженером. За время работы на этой должности, Андрей Павлович принял участие в проектировании, строительстве и реконструкции 43 мостов — в том числе 11 деревянных, 5 каменных мосты и 27 стальных мостов (в том числе 4 разводных).
Пшеницкий входил в число инженеров, участвовавших в проектировании и строительстве Троицкого моста через Неву.
Принимал активное участие в жизни прихода св. Екатерины в Санкт-Петербурге. В 1905 году был избран синдиком прихода. При участии Пшеницкого были открыты три польские школы в Санкт-Петербурге.
Совместно с профессором Н. А. Белелюбским разрабатывал проекты  моста через Мсту в Боровичах (1904), мостов через Волгу около Казани (1911—1913) и около Симбирска (1913—1916).
В 1908 году Анджей Пшеницкий выиграл международный конкурс по проектированию Дворцового моста в Санкт-Петербурге.
За работу «Использование трёхшарнирных арок в разводных мостах», основанной на концепции разводного пролёта Дворцового моста, совет Института Инженеров Путей Сообщения присвоил ему звание ему адъюнкта. В Институте Пшеницкий прошёл все степени — от ассистента кафедры мостов (1901), лектора (1908) до профессора (1916).
В 1915 году он возглавил кафедру мостов в Женском политехническом институте, а в 1916 году — кафедру в Институте гражданских инженеров.
В 1919 году совет Института Инженеров Путей Сообщения наградил Андрея Павловича золотой медалью им. Л. Ф. Николаи, присуждаемую раз в 10 лет.
В конце 1919 года он уехал в Эстонию, где до 1921 года занимался восстановлением разрушенных в годы войны мостов и разработал проект моста пролётом 110 м через р. Нарову в г. Нарва. Преподавал на кафедре мостов Рижского Технического университета.
После окончания Советско-польской войны, в 1921 году, Пшеницкий приехал в Варшаву. В апреле 1921 года возглавил кафедру строительства мостов Варшавского Политехнического института и руководил ею до начала Второй мировой войны в 1939 году. В 1923—1929 годы Анджей Пшеницкий занимал пост декана факультета гражданского строительства, а в период 1929—1932 годов был ректором Варшавского Политехнического института. В 1938 году совет института присудил ему степень почётного доктора. Пшеницкий также преподавал курс строительства деревянных мостов в Офицерской школе саперов, а с 1936 года в Военно-инженерном колледже.
А. П. Пшеницкий организовал собственное конструкторское бюро. В межвоенный период им разработан ряд крупных инновационных и стальных конструкций. В 1932 году начато строительство Главного железнодорожного вокзала в Варшаве, в проектировании которого участвовал Анджей Пшеницкий. Это было крупнейшее строительство межвоенного периода в Польше — общий вес стали составил 4 630 тонн, а площадь объекта — 2,5 га.
В 1936 году по его проекту был построен первый в Польше сварной железнодорожный мост через реку Дрвенцу на железнодорожной линии Торунь-Серпц. В 1938 году был построен железнодорожно-автомобильный мост Легионов Пилсудского в Плоцке (на момент постройки — самый длинный мост в Польше).
С 1923 года он был действительным членом Академии технических наук в Варшаве, был консультантом в Министерстве общественных работ, Министерстве путей сообщения, компании «К Rudzki & S-ка». С 1934 по 1939 год А. Пшеницкий занимал пост президента Польской ассоциации гражданских инженеров.
Он был награждён Крестом Командора ордена Возрождения Польши и Крестом Командора ордена Леопольда I.
А. П. Пшеницкий умер в Варшаве 5 августа 1941 года. Похоронен на варшавском кладбище Повонзки.
Именем Пшеницкого названа улица в варшавском районе Мокотув.

## Научные работы
- Железные мосты (1928)
- Курс строительства мостов (1938)
- Деревянные мосты (1938)
- Клёпаные стальные мосты (1954, опубликована посмертно).

## Постройки
- Троицкий мост через реку Неву в Санкт-Петербурге (1903). Инспектор технического надзора
- мост Белелюбского через реку Мсту в Боровичах (1905). Соавтор проекта
- Пантелеймоновский мост через реку Фонтанку в Санкт-Петербурге (1906).Соавтор проекта
- Дворцовый мост через реку Неву в Санкт-Петербурге (1912—1916). Автор проекта
- железнодорожный мост через Волгу около Казани (1911—1913)
- железнодорожный мост через Волгу около Симбирска (1913—1916)
- железнодорожный мост через р. Нарва в г. Нарва
- радиомачта мачта высотой 123 м в Бемово недалеко от Варшавы (1923)
- железнодорожный мост в г. Сандомир (1927)
- железнодорожный мост через р. Брда (1927)
- Главный железнодорожный вокзал[пол.] в Варшаве (1932—1939)
- ангары аэропорта в Варшаве (1933)
- реконструкция завода Solvay около Ярославца[6]
- автодорожный мост через р. Неман в Гродно (1934)
- мост Пилсудского через Вислу в Кракове (1934)
- железнодорожный мост через реку Дрвенцу (1936)
- автомобильный мост Эдварда Рыдз-Смиглы[пол.] через Вислу во Влоцлавеке (1937)
- железнодорожно-автомобильный мост Легионов Пилсудского[пол.] через Вислу в Плоцке (1938)

- Разводной пролёт Дворцового моста в Санкт-Петербурге
- Пантелеймоновский мост в Санкт-Петербурге
- мост Пилсудского в Кракове
- мост Легионов Пилсудского в Плоцке
- мост в Боровичах